# 유영제
유영제(劉嬰齊, ? ~ ?)는 전한 후기의 제후로, 하간헌왕의 현손이다.

## 행적
신작 원년(기원전 61년), 아버지 유신의 뒤를 이어 아무후(阿武侯)에 봉해졌다. 시호를 희(釐)라 하였고, 작위는 아들 유황이 이었다.

## 출전
- 반고, 《한서》 권15상 왕자후표 上

| 전임 아버지 아무절후 유신 | 전한의 아무후 기원전 61년 ~ ? | 후임 아들 아무경후 유황 |